# Pycnogonum portus
Pycnogonum portus is een zeespin uit de familie Pycnogonidae. De soort behoort tot het geslacht Pycnogonum. Pycnogonum portus werd in 1946 voor het eerst wetenschappelijk beschreven door Barnard. 